# Gaylussacia pruinosa
Gaylussacia pruinosa är en ljungväxtart som beskrevs av Loesen. Gaylussacia pruinosa ingår i släktet Gaylussacia och familjen ljungväxter. Inga underarter finns listade i Catalogue of Life.